# Socioéconomie
Ne doit pas être confondu avec Sociologie économique.
La socioéconomie ou socio-économie est un mélange des sciences économiques et de la sociologie. Elle vise à intégrer les outils des sciences économiques avec ceux de la sociologie afin d'examiner l'évolution économique des sociétés. Devant les apories de l'économie néoclassique à expliquer certaines caractéristiques des comportements humains ou des institutions, Amitai Etzioni écrivait en 1986 : « Celles-ci incluent les conceptions selon lesquelles les gens ne doivent pas être considérés comme des calculateurs rationalistes, égoïstes et de sang-froid : que l'économie doit être considérée comme nichée dans la société et la culture ; et que la notion de pouvoir doit se voir accorder un rôle central dans toute théorie. ». La sociologie économique, pour sa part, analyse l'influence des relations sociales concrètes sur la formation des groupes, réseaux et institutions économiques.
C'est une science sociale qui s'est détachée comme un domaine d'étude nouveau à la fin du XXe siècle.

## Origine et description
Dans l'épistémè de la modernité, la pratique officielle de la recherche est celle du cloisonnement entre disciplines.
Puis, vers le milieu du XXe siècle, est apparue la nécessité de considérer des paires (psychosociologie, biochimie, psycholinguistique, etc.).
La mouvance de la recherche socioéconomique a consisté à prendre en compte un trièdre : l'axe X représente l'évolution des techniques dans le temps ; en axe Y, le social ; en axe, Z l'économique.
Ce trièdre permet de considérer trois plans :
- le plan socio-technique où l'on étudie par exemple l'impact des technologies de l'information et de la communication sur les pratiques sociales ;
- le plan socio-économique où, par exemple, les pénuries de matières premières influent sur les pratiques sociales (moteurs automobiles, isolation des bâtiments, etc.) ;
- le plan technico-économique avec, par exemple, l'émergence de nouvelles activités de service et de distribution liées à l'Internet.

Dans l'étude des médias et des industries culturelles, l'analyse socio-économique a connu un très important développement depuis les années 1980. Aujourd'hui, elle constitue l'un des courants majeurs des sciences de l'information et de la communication.
À l'origine de ce courant, l'on trouve des auteurs comme Bernard Miège, professeur à l'université Grenoble 3 et co-auteur d'un ouvrage séminal: Capitalisme et Industries culturelles. Il faut aussi mentionner Jean-Guy Lacroix et Gaëtan Tremblay, Nicholas Garnham.
Ensuite de nombreux chercheurs ont formalisé des modèles socio-économiques. C'est le cas de Pierre Mœglin, professeur à l'université Paris XIII. Il insiste sur les caractéristiques socio-économiques des industries culturelles pour mettre en évidence les différents modèles auxquels ces industries répondent. Pour lui, cinq modèles sont actuellement structurants dans les industries culturelles: modèle éditorial, flot, club, comptage et courtage informationnel. Mais d'autres modèles socio-économiques sont actuellement en gestation.
Parmi les autres chercheurs très actifs dans le domaine, il faut citer Philippe Bouquillion, Franck Rebillard, Lucien Perticoz, Laurent Petit, Olivier Thuilhas, Vincent Bullich, etc.
Ce type d'approches a fait et fait toujours l'objet de débats importants. Par exemple, l'économiste Pierre-Jean Benghozi juge intéressante la perspective socio-économique, mais suggère qu'elle ne rend pas assez compte des facteurs structurels. En référence au modèle du courtage informationnel formalisé par Pierre Mœglin, Yves Jeanneret soutient que son application doit se combiner avec une approche sémiotique. Cet échange a été repris et commenté, notamment par A. Seurrat et V. Patrin-Leclère.

## Objectifs et méthodes
La socioéconomie n'est pas reconnue comme une discipline de nature essentiellement scientifique, mais comme une façon pratique d'aborder les questions économiques, en articulant à la fois des méthodes classiques et des outils empruntés à d'autres sciences sociales (sociologie, histoire, science politique, psychologie sociale…).
Pour Jean-Claude Passeron, la socioéconomie produit peu d'effets de connaissances (il la place au sein des sciences herméneutiques) mais beaucoup d'effets d'intelligibilité (bonne compréhension de la réalité même si le résultat peut ressembler à du « bricolage »).[réf. nécessaire]
Faire de la socioéconomie consiste donc, pour interpréter des phénomènes, à tenir compte, entre autres : 
- des institutions de régulations macro-économiques (les marchés, les autorités publiques, les systèmes d'information) ;
- des liens et réseaux sociaux ;
- des jeux de pouvoirs (ou rapports de forces) ;
- des systèmes de valeurs et des attitudes ;
- et des conventions (systèmes d'attentes réciproques) ;
- etc.

Toutefois, recourir à la socioéconomie n'implique pas de mobiliser simultanément l'ensemble de ces données et connaissances.